# Giraglia (ferry)
Le Giraglia est un ferry de la compagnie italienne Moby Lines. Construit de 1980 à 1981 par les Nuovi Cantieri Liguri de Pietra Ligure et achevé aux chantiers INMA de La Spezia, il est le jumeau du Bastia construit sept ans avant lui. Mis en service en septembre 1981 entre Piombino, l'île d'Elbe et la Corse, il naviguera sur cet axe jusqu'en 2011 avant d'être transféré sur les lignes inter-îles entre la Sardaigne et la Corse.

## Histoire

### Origines et construction
Tout au long des années 1970, la compagnie italienne Navigazione Arcipelago Maddalenino (Navarma Lines) poursuit son implantation sur les lignes entre Piombino et l'île d'Elbe. Avec l'arrivée en 1975 de la nouvelle compagnie publique Toremar, l'armateur entreprend alors le renouvellement de sa flotte avec dans un premier temps le remplacement du Maria Maddalena par le Città di Piombino en 1978. Dans l'optique d'augmenter ses fréquences vers l'île d'Elbe mais également de se prémunir contre l'arrivée prochaine d'une série de navires neufs commandée par Toremar, Navarma décide à son tour de passer commande d'une unité neuve.
Le futur navire est alors conçu comme un sister-ship amélioré du Bastia, mis en service en 1974. Présentant les mêmes caractéristiques ainsi qu'une apparence similaire, le navire se distingue toutefois de son aîné sur le plan technique avec entre autres l'ajout de stabilisateurs ainsi que d'un propulseur d'étrave.
Baptisé Giraglia, en référence à l'île située au nord-est du Cap Corse, le navire est mis sur cale aux nouveaux chantiers de Pietra Ligure le 12 juin 1980. Lancé le 28 février 1981, il est ensuite achevé aux chantiers Industrie Navali Meccaniche Affini (INMA) à La Spezia puis est livré à Navarma Lines au mois de septembre.

### Service
Le Giraglia est mis en service en septembre 1981 entre Piombino et Portoferraio. Durant les saisons estivales, il navigue également à destination de Bastia en Corse. À partir de 1987, il est utilisé de manière occasionnelle pour renforcer la ligne entre Bastia et Porto Santo Stefano jusqu'à sa fermeture en 1993.
En 1992, Navarma Lines change de nom et devient Moby Lines. Dans les années qui suivent la coque du navire est repeinte avec une livrée fantaisiste représentant des enfants en train de faire du ski nautique derrière la baleine Moby sur des vagues bleues. Ses aménagements intérieurs sont aussi modernisés entre 1997 et 1998.
En 2009, durant son arrêt technique effectué à Naples, le navire se voit ajouter une contre-carène sur ses flancs afin d'améliorer sa tenue de mer. Sa livrée est également modifiée en vue de sa mise en service entre Piombino et Cavo où il effectue à partir de 2010 des traversées à bas coûts.
En avril 2011, en raison de retours négatifs et d'incidents à répétitions concernant son jumeau le Bastia, le Giraglia est transféré sur la ligne saisonnière corso-sarde, entre Santa Teresa Gallura et Bonifacio.
Bien qu'il soit effectivement plus récent que le Bastia, le Giraglia ne sera pas moins épargné par les aléas. Ainsi, le 27 juin, un problème administratif entraîne son immobilisation jusqu'au lendemain à Bonifacio par les autorités françaises. Quelques jours plus tard, le 2 juillet, le navire est pris dans des filets de pêche au cours d'une traversée. Si le Giraglia continue dans un premier temps ses rotations, il est cependant immobilisé le 4 juillet après que l'équipage ai constaté une fuite d'huile à bord. Envoyé à Gênes pour réparations, il reprend ses traversées quelques jours plus tard.
Le 11 avril 2016, le Giraglia s'échoue sur un récif en raison d'une avarie mécanique alors qu'il quittait Santa Teresa Gallura. Dégagé le 16 avril, il est remorqué jusqu'à Olbia par le Alessandro Onorato afin d'être expertisé et remis en état.
Cette même année 2016, en raison de la liquidation de la compagnie Saremar et l'incapacité du repreneur Blu Navy à assurer le service hivernal, Moby Lines se voit attribuer de la part de la région autonome sarde la délégation de service public pour l'exploitation à l'année de la ligne inter-îles entre la Sardaigne et la Corse.
Le 25 avril 2017, alors qu'il s'apprête à accoster à Bonifacio, le Giraglia est victime d'une panne au niveau d'une de ses hélices, l'empêchant d'achever sa manœuvre, ce qui aboutit à une violente collision avec le quai, occasionnant des dommages sur sa coque ainsi que son immobilisation temporaire.
Le 6 février 2020, quelques minutes après avoir appareillé de Santa Teresa, le navire talonne un haut fond à la sortie du port, occasionnant une brèche de huit mètres sous la ligne de flottaison. Cet incident entraîne l'immobilisation du navire ainsi que la suspension des liaisons entre la Sardaigne et la Corse jusqu'au 21 février, une fois l'arrêt technique du Bastia terminé. Sévèrement endommagé, le Giraglia est quant à lui acheminé à Naples afin d'être remis en état. Les réparations sont toutefois retardées en raison des difficultés financières rencontrées par Moby ainsi que la pandémie de Covid-19 touchant durement l'Italie durant l'année 2020. Le navire reprend son service habituel au début du mois de septembre 2020.
À partir du 1er novembre 2022, en raison de travaux de rénovations des infrastructures du port de Santa Teresa Gallura, le port de départ de la ligne corso-sarde est temporairement déménagé dans la ville voisine de Palau. Ainsi, le Giraglia effectue ses escales à titre exceptionnel dans ce port.
En raison d'une panne, le navire est transféré à Livourne pour des travaux de réparation. Le Giraglia ne reprendra pas les liaisons entre les ports de Santa Teresa Gallura et Bonifacio, Il est remplacé par le Moby Zazà, en faisant la ligne entre Golfo Aranci et Porto Vecchio.

## Aménagements
Conçu pour de courtes traversées, le Giraglia possède un espace intérieur équipé d'une brasserie-bar, d'un coin fauteuils et d'une salle d'arcade. Il possède également deux ponts extérieurs dont un équipé de bancs.

## Caractéristiques
Le Giraglia mesure 74,61 m de long pour 12,73 m de large et son tonnage est de 2 123 UMS. Le navire a une capacité de 600 passagers et est pourvu d'un garage pouvant accueillir 100 véhicules répartis sur un pont entier, accessible au moyen de deux portes rampes situées à l'arrière et l'avant. La propulsion est assurée par deux moteurs diesels Wärtsilä MWM 6 cylindres développant une puissance de 4 413 kW entraînant deux hélices faisant filer le bâtiment à une vitesse de 18 nœuds. Le Giraglia possède quatre embarcations de sauvetage ouvertes de taille moyenne, deux sont situées de chaque côté vers le milieu du navire. Elles sont complétées par un canot semi-rigide à bâbord. En plus de ces principaux dispositifs, le navire dispose de plusieurs radeaux de sauvetage à coffre s'ouvrant automatiquement au contact de l'eau. Le navire est doté d'un propulseur d'étrave facilitant les manœuvres d'accostage et d'appareillage.

## Lignes desservies
À sa mise en service, le Giraglia effectuait principalement les liaisons entre Piombino et Portoferraio sur l'île d'Elbe à raison de plusieurs voyages par jour. Pendant les saisons estivale, la ligne était prolongée vers Bastia, en Corse. Le navire a également renforcé la ligne Porto Santo Stefano - Bastia de 1987 à 1993.
Après avoir navigué en 2010 entre Piombino et Cavo, hameau de la commune de Rio Marina située à l'est de l'île d'Elbe, le Giraglia est affecté à compter d'avril 2011 sur la liaison inter-îles entre la Sardaigne et la Corse sur la ligne Santa Teresa Gallura - Bonifacio, dans un premier temps de manière saisonnière, plus toute l'année à partir de 2016.